# Semacode

Semacode del web de l'article de la Viquipèdia sobre el Semacode.

Semacode és una companyia de programari amb base a Waterloo, Ontario, Canadà. També és el nom comercial dels símbols llegibles per màquina ISO/IEC 16022, creats mitjançant la tecnologia Data Matrix, i que serveixen per codificar les URLs de les pàgines web d'Internet. Està dissenyat principalment per a ser utilitzat pels telèfons mòbils que disposin de càmera incorporada. De fet va ser un dels primers protocols a implementar aquest principi que permetia connectar fàcilment el món físic (amb l'etiqueta impresa) i el digital (com per exemple una pàgina web).
Utilitzant el Semacode SDK software, es pot convertir un URL en una mena de codi de barres, semblant a uns mots encreuats, que s'anomena un "tag" o etiqueta. Els tags poden ser llegits ràpidament amb la càmera d'un telèfon mòbil i decodificats per obtenir una adreça d'Internet. Aleshores, es pot accedir a aquesta direcció mitjançant el navegador web del mòbil.
El web de Semacode afirma que els tags de Semacode són un sistema obert i que la creació de tags no és de cap manera restringida, de forma que les eines de software SDK són gratuïtes per a ús no comercial.

## Usos
Els usos potencials dels tags de Semacode encara s'estan explorant, i completementaran el desenvolupament de l'ús dels telèfons mòbils com a eines d'obtenció i intercanvi d'informació. Alguns dels suggeriments del web Semacode.org inclouen:
- Situar tags en pòsters, com els de concerts o espectacles públics, de forma que els interessats poguessin utilitzar el telèfon mòbil per prendre una fotografia del tag, que els dirigiria directament a la pàgina web on poguessin comprar les entrades.
- Utilitzar els tags per permetre exposicions multilingües en museus: un tag fotografiat a l'entrada podria emmagatzemar una cookie en el navegador web del mòbil, i els tags següents de l'exposició enllaçarien l'usuari directament a la pàgina web de l'ítem, en el llenguatge que l'usuari hagués triat.
- Posar tags en les etiquetes de nom dels convidats a una conferència, de forma que aquests tags donarien informació sobre la pàgina web de la companyia, o de l'usuari en particular.